# The Glee Project
The Glee Project foi um reality show americano exibido pelo canal Oxygen. O programa é uma competição que busca selecionar um novo integrante do elenco da série musical Glee. Embora fosse originalmente planejado para iniciar sua transmissão no final de maio de 2011, The Glee Project estreou em 12 de junho de 2011 nos EUA. Em 26 de junho, The Glee Project estreou no canal Fox Brasil às 21 h. Em Portugal, The Glee Project estreou em 25 de novembro de 2011, no canal Fox Life. A segunda temporada estreou nos EUA no dia 5 de junho de 2012, com a pré-estreia no dia 2 de junho do mesmo ano. No Brasil, a segunda temporada estreia no dia 5 de setembro de 2012 às 22:00.

## Estreias
| Temporada      | Horário              | Season premiere        | Season finale          | Temporada da TV |
| Estados Unidos | Estados Unidos       | Estados Unidos         | Estados Unidos         | Estados Unidos  |
| -------------- | -------------------- | ---------------------- | ---------------------- | --------------- |
| 1              | Domingo 21h00 (2011) | 12 de junho de 2011    | 21 de agosto de 2011   | 2011            |
| 2              | Terça 21h00 (2012)   | 2 de junho de 2012     | 14 de agosto de 2012   | 2012            |
| Brasil         |                      |                        |                        |                 |
| 1              | Domingo 21h00 (2011) | 26 de junho de 2011    | 4 de setembro de 2011  | 2011            |
| 2              | Quarta 22h00 (2012)  | 19 de setembro de 2012 | 12 de dezembro de 2012 | 2012            |

## Formato
A cada episódio de The Glee Project é dado um tema geral que abrange acontecimentos que ocorreram no intervalo de uma semana.
Trabalho de casa
Os participantes recebem um "trabalho de casa", e se comprometem em aprender e a praticar segmentos de uma canção escolhida. No início de cada episódio, os concorrentes cantam suas respectivas partes de uma canção em frente a um juiz convidado do elenco Glee. O concorrente que vencer ganha uma sessão pessoal com o convidado especial e o papel de liderança no vídeo da música.
Vídeo da música (performance do grupo)
Os concorrentes terão que criar um vídeo de uma música, inspirado nas performances de Glee. Na preparação do videoclipe, os participantes gravam uma música em um estúdio profissional com a produtora vocal  Nikki Anders. Eles também aprendem uma coreografia com Zach Woodlee. Todo o processo é supervisionado pelo diretor de elenco de Glee, Robert Ulrich.
Callbacks
Durante os callbacks são revelados os três piores. Cada um recebe uma música para que eles possam cantar em um processo eliminatório. Aí os três piores da semana cantam suas músicas na frente de Ryan Murphy. Com a entrada de Woodlee e Ulrich, uma decisão é tomada e um dos três últimos é eliminado.
Callbacks finais
Ao contrário dos reality shows de competição, os concorrentes não são diretamente informados sobre sua eliminação, no entanto, os três últimos são notificados quando "a lista é publicada" com os resultados e se seu nome estiver na lista descobrem sua eliminação. Depois disto, todos se juntam no palco para cantar Keep Holding On, de Avril Lavigne, com a liderança daquele que irá abandonar a competição.

## Primeira temporada

### Concorrentes
| Concorrente          | Idade | Origem                       | Resultado    | Data de eliminação  | Referências   |
| -------------------- | ----- | ---------------------------- | ------------ | ------------------- | ------------- |
| Samuel Larsen        | 19    | Los Angeles, Califórnia      | Vencedor     | —                   | [ 1 ]         |
| Damian McGinty Jr.   | 18    | Derry City, Irlanda do Norte | Vencedor     | —                   | [ 2 ]         |
| Lindsay Pearce       | 19    | Modesto, Califórnia          | 2º lugar     | —                   | [ 3 ]         |
| Alex Newell          | 18    | Lynn, Massachusetts          | 2º lugar     | —                   | [ 4 ]         |
| Hannah McIalwain     | 19    | Asheville, Carolina do Norte | 8ª eliminada | 7 de agosto de 2011 | [ 5 ]         |
| Cameron Mitchell     | 21    | Fort Worth, Texas            | 7º eliminado | 31 de julho de 2011 | [ 6 ] [ 7 ]   |
| Marissa von Bleicken | 19    | Nova Iorque, Nova Iorque     | 6ª eliminada | 24 de julho de 2011 | [ 8 ]         |
| Matheus Fernandes    | 19    | Niterói, Rio de Janeiro      | 5º eliminado | 17 de julho de 2011 | [ 9 ] [ 10 ]  |
| McKynleigh Abraham   | 19    | Paducah, Kentucky            | 4ª eliminada | 10 de julho de 2011 | [ 11 ]        |
| Emily Vásquez        | 22    | Nova Iorque, Nova Iorque     | 3ª eliminada | 26 de junho de 2011 | [ 12 ]        |
| Ellis Wylie          | 18    | Grayslake, Illinois          | 2ª eliminada | 19 de junho de 2011 | [ 13 ] [ 14 ] |
| Bryce Ross-Johnson   | 22    | Westlake Village, Califórnia | 1º eliminado | 12 de junho de 2011 | [ 15 ]        |

### Episódios
| No. | Título                                 | Data de exibição(EUA) | Eliminado  |
| --- | -------------------------------------- | --------------------- | ---------- |
| 00 | "The Top 12 (Os Doze "Sobreviventes")" | 12 de junho de 2011   | N/A        |
| Um espisódio especial que mostrou o processo de seleção da nova série. |                                        |                       |            |
| 01 | "Individuality (Individualidade)"      | 12 de junho de 2011   | Bryce      |
| - Convidado especial: Darren Criss (Blaine Anderson) - "Trabalho de casa": "Signed, Sealed, Delivered I'm Yours" – Stevie Wonder - Vencedor: Matheus - Clipe: "Firework" – Katy Perry - Última Chance: - Damian – "Jessie's Girl" – Rick Springfield - Bryce – "Just the Way You Are" – Bruno Mars – Eliminado - Ellis – "Big Spender" de Sweet Charity |                                        |                       |            |
| 02 | "Theatricality (Teatralidade)"         | 19 de junho de 2011   | Ellis      |
| - Convidado especial: Idina Menzel (Shelby Corcoran) - "Trabalho de casa": "Bad Romance" – Lady Gaga - Vencedor: Alex - Clipe: "We're Not Gonna Take It" – Twisted Sister - Última Chance: - Ellis – "Mack the Knife" – The Threepenny Opera – Eliminada - Matheus – "Gives You Hell" – The All-American Rejects - McKynleigh – "Piece of My Heart" – Janis Joplin |                                        |                       |            |
| 03 | "Vulnerability (Vulnerabilidade)"      | 26 de junho de 2011   | Emily      |
| - Convidado especial: Dot-Marie Jones (Treinadora Beiste) - "Trabalho de casa": "Please Don't Leave Me" – Pink - Vencedor: Matheus - Clipe: "Mad World" – Michael Andrews/Gary Jules - Última Chance: - Cameron – "Your Song" - Elton John - Emily – "Grenade" – Bruno Mars – Eliminada - Damian – "Are You Lonesome Tonight?" - Elvis Presley |                                        |                       |            |
| 04 | "Dance Ability (Habilidade de Dança)"  | 10 de julho de 2011   | McKynleigh |
| - Convidado especial: Harry Shum Jr. (Mike Chang) - "Trabalho de casa": "Hey, Soul Sister" – Train - Vencedor: Samuel - Clipe: "U Can't Touch This" - MC Hammer - Última Chance: - McKynleigh – "Last Name" – Carrie Underwood - Eliminada - Matheus – "Down" - Jay Sean - Alex – "I Will Always Love You" - Whitney Houston |                                        |                       |            |
| 05 | "Pairability (Duetos)"                 | 17 de julho de 2011   | Matheus    |
| - Convidado especial: Darren Criss (Blaine Anderson) - "Trabalho de casa": "Need You Now" – Lady Antebellum - Vencedor: Marissa - Clipe: - Damian e Matheus – "The Lady Is a Tramp" – Sammy Davis Jr. - Hannah e Alex – "Nowadays" – Chicago - Marissa e Samuel – "Don't You Want Me" – The Human League - Cameron e Lindsay – "Baby, It's Cold Outside" – Ella Fitzgerald e Louis Armstrong - Segunda Apresentação: - Hannah e Alex – "Valerie" – Mark Ronson e Amy Winehouse - Damian e Matheus – "These Boots Are Made for Walkin'" – Nancy Sinatra - Cameron e Lindsay – "River Deep – Mountain High" – Ike & Tina Turner - Última Chance: - Alex - Cameron - Matheus - Eliminado |                                        |                       |            |
| 06 | "Tenacity (Tenacidade)"                | 24 de julho de 2011   | Marissa    |
| - Convidado especial: Max Adler (Dave Karofsky) - "Trabalho de casa": "Bulletproof" – La Roux - Vencedor: Marissa - Clipe: "Ice Ice Baby" - Vanilla Ice/"Under Pressure" - Queen e David Bowie - Última Chance: - Alex – "And I Am Telling You I'm Not Going" – Dreamgirls - Marissa – "Hate on Me" – Jill Scott – Eliminada - Cameron – "Love Can Wait" – Cameron Mitchell |                                        |                       |            |
| 07 | "Sexuality (Sexualidade)"              | 31 de julho de 2011   | Cameron    |
| - Convidado especial: Mark Salling (Noah Puckerman) e Ashley Fink (Lauren Zizes) - "Trabalho de casa": "Like A Virgin" – Madonna - Vencedor: Samuel - Clipe: "Teenage Dream" – Katy Perry - Última Chance: - Alex – "I Will Survive" – Gloria Gaynor - Cameron – "Blackbird" – The Beatles – Desistente - Damian – "Danny Boy" – Frederic Weatherly |                                        |                       |            |
| 08 | "Believability (Credibilidade)"        | 7 de agosto de 2011   | Hannah     |
| - Convidado especial: Jenna Ushkowitz (Tina Cohen-Chang) - "Trabalho de casa": "True Colors" – Cyndi Lauper - Vencedor: Hannah - Clipe: "The Only Exception" – Paramore - Última Chance: - Hannah – "Back To December" – Taylor Swift – Eliminada - Lindsay – "Maybe This Time" – Liza Minnelli - Cabaret - Samuel – "Animal" – Neon Trees |                                        |                       |            |
| 09 | "Generosity (Generosidade)"            | 14 de agosto de 2011  | ASA        |
| - Convidado especial: Kevin McHale (Artie Abrams) - "Trabalho de casa": "Lean on Me" – Bill Withers - Vencedor: Lindsay - Clipe: "SING" - My Chemical Romance - Todos os participantes se apresentaram: - Alex – "His Eye is on the Sparrow" – Civilla D. Martin - Lindsay – "Defying Gravity" – Idina Menzel - Wicked - Damian – "I've Gotta Be Me" – Sammy Davis, Jr. - Samuel – "My Funny Valentine" – Babes in Arms - Nenhum participante foi eliminado |                                        |                       |            |
| 10 | ""Glee-ality" (Habilidade Glee)"       | 21 de agosto de 2011  | ASA        |
| - Convidado especial: Ryan Murphy - Trabalho de casa: "Don't Stop Believin'" - Journey - Clipe: "Raise Your Glass" - Pink - Todos os finalistas se apresentaram: - Lindsay – "Gimme Gimme" - Thoroughly Modern Millie - Damian – "Beyond the Sea" - Charles Trenet - Samuel – "Jolene" - Dolly Parton - Alex – "I Am Changing" - Dreamgirls - Vencedores de The Glee Project e de sete episódios na série: Damian e Samuel - Segundo lugar de The Glee Project e com dois episódios na série: Lindsay e Alex |                                        |                       |            |

### Progresso
| Samuel     | Desempenho mediano | Desempenho mediano | Desempenho mediano | Venceu             | Desempenho mediano | Desempenho mediano | Venceu             | Baixo desempenho   | Baixo desempenho | Venceu |  |  |  |
| Damian     | Baixo desempenho   | Desempenho mediano | Baixo desempenho   | Desempenho mediano | Desempenho mediano | Desempenho mediano | Baixo desempenho   | Desempenho mediano | Baixo desempenho | Venceu |  |  |  |
| Lindsay    | Desempenho mediano | Desempenho mediano | Desempenho mediano | Desempenho mediano | Desempenho mediano | Desempenho mediano | Desempenho mediano | Baixo desempenho   | Venceu           | Venceu |  |  |  |
| Alex       | Desempenho mediano | Venceu             | Desempenho mediano | Baixo desempenho   | Baixo desempenho   | Baixo desempenho   | Baixo desempenho   | Desempenho mediano | Baixo desempenho | Venceu |  |  |  |
| Hannah     | Desempenho mediano | Desempenho mediano | Desempenho mediano | Desempenho mediano | Desempenho mediano | Desempenho mediano | Desempenho mediano | Eliminada          |                  |        |  |  |  |
| Cameron    | Desempenho mediano | Desempenho mediano | Baixo desempenho   | Desempenho mediano | Baixo desempenho   | Baixo desempenho   | Desistiu           |                    |                  |        |  |  |  |
| Marissa    | Desempenho mediano | Desempenho mediano | Desempenho mediano | Desempenho mediano | Venceu             | Eliminada          |                    |                    |                  |        |  |  |  |
| Matheus    | Venceu             | Baixo desempenho   | Venceu             | Baixo desempenho   | Eliminado          |                    |                    |                    |                  |        |  |  |  |
| McKynleigh | Desempenho mediano | Baixo desempenho   | Desempenho mediano | Eliminada          |                    |                    |                    |                    |                  |        |  |  |  |
| Emily      | Desempenho mediano | Desempenho mediano | Eliminada          |                    |                    |                    |                    |                    |                  |        |  |  |  |
| Ellis      | Baixo desempenho   | Eliminada          |                    |                    |                    |                    |                    |                    |                  |        |  |  |  |
| Bryce      | Eliminado          |                    |                    |                    |                    |                    |                    |                    |                  |        |  |  |  |

     O concorrente foi o vencedor do trabalho de casa.

     O concorrente foi o vencedor do trabalho de casa, mas correu risco de eliminação.

     O concorrente correu risco de eliminação.

     O concorrente foi eliminado.

     O concorrente foi o vencedor do trabalho de casa, mas foi eliminado.

     O concorrente desistiu da competição.

     O concorrente ganhou 7 episódios em Glee.

     O concorrente ganhou 2 episódios em Glee.

## Segunda temporada

### Concorrentes
| Concorrente         | Idade | Origem                   | Resultado     | Data de eliminação  | Referências   |
| ------------------- | ----- | ------------------------ | ------------- | ------------------- | ------------- |
| Blake Jenner        | 19    | Miami, Flórida           | Vencedor      | —                   | [ 16 ]        |
| Aylin Bayramoglu    | 19    | Chicago, Ilinóis         | 2º lugar      | —                   | [ 17 ]        |
| Ali Stroker         | 24    | Nova Iorque, Nova Iorque | 2º lugar      | —                   | [ 18 ] [ 19 ] |
| Lily Mae Harrington | 18    | Cabo Cod, Massachusetts  | 11ª eliminada | 7 de agosto de 2012 | [ 20 ]        |
| Michael Weisman     | 18    | Chicago, Ilinóis         | 10º eliminado | 7 de agosto de 2012 | [ 21 ]        |
| Shanna Henderson    | 21    | Auburn, Alabama          | 9ª eliminada  | 31 de julho de 2012 | [ 22 ]        |
| Abraham Lim         | 24    | San Diego, Califórnia    | 8º eliminado  | 24 de julho de 2012 | [ 23 ] [ 19 ] |
| Nellie Veitenheimer | 19    | Tacoma, Washington       | 7ª eliminada  | 17 de julho de 2012 | [ 24 ]        |
| Charlie Lubeck      | 22    | Chicago, Ilinóis         | 6º eliminado  | 10 de julho de 2012 | [ 25 ]        |
| Mario Bonds         | 24    | Lanham, Maryland         | 5º eliminado  | 3 de julho de 2012  | [ 26 ]        |
| Tyler Ford          | 21    | Boca Raton, Flórida      | 4º eliminado  | 26 de junho de 2012 | [ 27 ]        |
| Dani Shay           | 23    | Orlando, Flórida         | 3ª eliminada  | 12 de junho de 2012 | [ 28 ]        |
| Taryn Douglas       | 22    | Detroit, Michigan        | 2ª eliminada  | 12 de junho de 2012 | [ 29 ]        |
| Maxfield Camp       | 22    | Nashville, Tennessee     | 1º eliminado  | 5 de junho de 2012  | [ 30 ]        |

### Episódios
| No. | Título                                                                                      | Data de exibição (EUA) | Eliminado (a)                                                                                              |
| --- | ------------------------------------------------------------------------------------------- | ---------------------- | --- |
| 00 | "The Glee Project Season 2: The Final 14 (The Glee Project 2ª Temporada: Os 14 Finalistas)" | 2 de junho de 2012     | style="background: #ececec; color: grey; vertical-align: middle; text-align: center; " class="table-na"\|— |
| Um elenco especial mostra o processo de seleção da segunda temporada. - Convidados especiais: Samuel Larsen (Joseph "Joe" Hart), Damian McGinty (Rory Flanagan) e Alex Newell (Wade "Unique" Adams) - Clipe: "The Edge of Glory" – Lady Gaga |                                                                                             |                        | |
| 01 | "Individuality (Individualidade)"                                                           | 5 de junho de 2012     | Maxfield                                                                                                   |
| - Convidado especial: Lea Michele (Rachel Berry) - "Trabalho de casa": "Born This Way" - Lady Gaga - Vencedora: Shanna - Clipe: "Here I Go Again" – Whitesnake - Última Chance: - Aylin – Without You - David Guetta e Usher - Tyler – ABC - Michael Jackson - Maxfield – Always on My Mind - Willie Nelson - Eliminado |                                                                                             |                        | |
| 02 | "Dance-ability (Habilidade de Dança)"                                                       | 12 de junho de 2012    | Taryn e Dani                                                                                               |
| - Convidado especial: Samuel Larsen (Joe Hart) - "Trabalho de Casa": "We Got the Beat" - The Go-Go's - Vencedor: Abraham - Clipe: "Party Rock Anthem" - LMFAO com Lauren Bennett & GoonRock - Última Chance: - Dani - Landslide - Fleetwood Mac - Eliminada - Tyler – Daniel - Elton John - Lily Mae - Man! I Feel Like a Woman - Shania Twain - Observação: - Taryn - Desistiu do programa |                                                                                             |                        | |
| 03 | "Vulnerability (Vulnerabilidade)"                                                           | 19 de junho de 2012    | style="background: #ececec; color: grey; vertical-align: middle; text-align: center; " class="table-na"\|— |
| - Convidado especial: Cory Monteith (Finn Hudson) - "Trabalho de Casa": "My Life Would Suck Without You" - Kelly Clarkson - Vencedora: Nellie - Clipe: "Everybody Hurts" - R.E.M - Última Chance: - Lily Mae - Mercy - Duffy - Charlie - Fix You - Coldplay - Mario - Somewhere Over The Rainbow - Jason Castro - Nenhum participante foi eliminado |                                                                                             |                        | |
| 04 | "Sexuality (Sexualidade)"                                                                   | 26 de junho de 2012    | Tyler |
| - Convidado especial: Naya Rivera (Santana Lopez) - "Trabalho de Casa": "I Wanna Sex You Up" - Color Me Badd - Vencedor: Charlie - Clipe: "Moves Like Jagger/Milkshake - Maroon 5 e Christina Aguilera/Kelis - Última Chance: - Charlie - I Get a Kick Out of You - Cole Porter - Tyler - Smile - Charles Chaplin - Eliminado - Michael - Lucky - Jason Mraz e Colbie Caillat |                                                                                             |                        | |
| 05 | "Adaptability (Adaptabilidade)"                                                             | 3 de julho de 2012     | Mario |
| - Convidado especial: Kevin McHale (Artie Abrams) - "Trabalho de Casa": "You Oughta Know" - Alanis Morissette - Vencedora: Aylin - Clipe: "Price Tag" - Jessie J - Segunda Apresentação: - Nellie e Blake – Waiting For a Girl/Boy Like You - Foreigner - Ali e Abraham - Last Friday Night - Katy Perry - Mario e Charlie - Don’t Let the Sun Go Down on Me - Elton John e George Michael - Última Chance: - Abraham - Charlie - Mario - Eliminado |                                                                                             |                        | |
| 06 | "Fearlessness (Coragem)"                                                                    | 10 de julho de 2012    | Charlie |
| - Convidado especial: Jane Lynch (Sue Silvester) - "Trabalho de Casa": "Now That We Found Love" - Heavy D & The Boyz - Vencedora: Lily Mae - Clipe: "Hit Me With Your Best Shot/One Way or Another" - Pat Benatar e Blondie - Última Chance: - Aylin - Take a Bow - Rihanna - Charlie - It's Not Unusual - Tom Jones - Eliminado - Nellie – If I Were a Boy - Beyoncé |                                                                                             |                        | |
| 07 | "Theatricality (Teatralidade)"                                                              | 17 de julho de 2012    | Nellie |
| - Convidado especial: Grant Gustin (Sebastian Smythe) - "Trabalho de Casa": "I Hope I Get It" - A Chorus Line - Vencedora: Ali - Clipe: "When I Grow Up" - The Pussycat Dolls - Última Chance: - Nellie - I'm the Only One - Melissa Etheridge - Eliminada - Abraham - Stereo Hearts - Gym Class Heroes e Adam Levine - Lily Mae – Someone Like You - Adele - Observação: - Cada participante representou um ícone musical no Clipe - Abraham - David Bowie - Ali - Katy Perry - Aylin - Madonna - Blake - Boy George - Lily - Cindy Lauper - Michael - Elvis Presley - Nellie - Britney Spears - Shanna - Lady Gaga |                                                                                             |                        | |
| 08 | "Tenacity (Tenacidade)"                                                                     | 24 de julho de 2012    | Abraham |
| - Convidado especial: Amber Riley (Mercedes Jones) - "Trabalho de casa": "Survivor" - Destiny's Child - Vencedora: Ali - Clipe: "Eye of The Tiger" – Survivor - Última Chance: - Michael - Brick - Ben Folds Five - Abraham - Man In The Mirror - Michael Jackson - Eliminado - Lily Mae - I'm The Greatest Star - Funny Girl |                                                                                             |                        | |
| 09 | "Romanticality (Romanticalidade)"                                                           | 31 de julho de 2012    | Shanna |
| - Convidado especial: Darren Criss (Blaine Anderson) - "Trabalho de Casa": "More Than Words" - Extreme - Vencedor: Blake - Clipe: "We Found Love" - Rihanna e Calvin Harris - Última Chance: - Aylin - The First Time Ever I Saw Your Face - Roberta Flack - Blake - Losing My Religion - R.E.M - Shanna - What Doesn't Kill You (Stronger) - Kelly Clarkson - Eliminada |                                                                                             |                        | |
| 10 | "Actability (Atuabilidade)"                                                                 | 7 de agosto de 2012    | Michael e Lily                                                                                             |
| - Convidado especial: Dianna Agron (Quinn Fabray) - "Trabalho de Casa": "Addicted to Love" - Robert Palmer - Vencedor: Michael - Clipe: "Perfect" - P!nk - Última Chance: - Michael - Girls Just Wanna Have Fun - Cyndi Lauper - Eliminado - Lily Mae - Son of a Preacher Man - Dusty Springfield - Eliminada - Ali - Here's To Us - Halestorm - Blake - I'm Still Standing - Elton John - Aylin - Fighter - Christina Aguilera |                                                                                             |                        | |
| 11 | "Glee-ality (Habilidade Glee)"                                                              | 14 de agosto de 2012   | - |
| - Convidado especial: Chris Colfer (Kurt Hummel) - "Trabalho de Casa": "You Can't Stop the Beat" - Hairspray - Vencedor: Ali, Aylin e Blake - Clipe: "Tonight Tonight" - Hot Chelle Rae - Todos os participantes se apresentam: - Ali - Popular - Wicked - Blake - I'll Be - Edwin McCain - Aylin - Rolling in the Deep - Adele - Vencedor de The Glee Project e de sete episódios na série: Blake |                                                                                             |                        | |

### Progresso
| Concorrente | Episódio | Episódio | Episódio | Episódio | Episódio | Episódio | Episódio | Episódio | Episódio | Episódio | Episódio |  |
| Concorrente | 1        | 2        | 3        | 4        | 5        | 6        | 7        | 8        | 9        | 10       | 11       |  |
| ----------- | -------- | -------- | -------- | -------- | -------- | -------- | -------- | -------- | -------- | -------- | -------- |  |
| Blake       | FICA     | FICA     | FICA     | FICA     | FICA     | FICA     | FICA     | FICA     | VENCE    | RISCO    | VENCE    |  |
| Aylin       | RISCO    | FICA     | FICA     | FICA     | VENCE    | RISCO    | FICA     | FICA     | RISCO    | RISCO    | FORA     |  |
| Ali         | FICA     | FICA     | FICA     | FICA     | FICA     | FICA     | VENCE    | VENCE    | FICA     | RISCO    | FORA     |  |
| Lily Mae    | FICA     | RISCO    | RISCO    | FICA     | FICA     | VENCE    | RISCO    | RISCO    | FICA     | FORA     |          |  |
| Michael     | FICA     | FICA     | FICA     | RISCO    | FICA     | FICA     | FICA     | RISCO    | FICA     | FORA     |          |  |
| Shanna      | VENCE    | FICA     | FICA     | FICA     | FICA     | FICA     | FICA     | FICA     | FORA     |          |          |  |
| Abraham     | FICA     | VENCE    | FICA     | FICA     | RISCO    | FICA     | RISCO    | FORA     |          |          |          |  |
| Nellie      | FICA     | FICA     | VENCE    | FICA     | FICA     | RISCO    | FORA     |          |          |          |          |  |
| Charlie     | FICA     | FICA     | RISCO    | VENCE    | RISCO    | FORA     |          |          |          |          |          |  |
| Mario       | FICA     | FICA     | RISCO    | FICA     | FORA     |          |          |          |          |          |          |  |
| Tyler       | RISCO    | RISCO    | FICA     | FORA     |          |          |          |          |          |          |          |  |
| Dani        | FICA     | FORA     |          |          |          |          |          |          |          |          |          |  |
| Taryn       | FICA     | FORA     |          |          |          |          |          |          |          |          |          |  |
| Maxfield    | FORA     |          |          |          |          |          |          |          |          |          |          |  |

     O concorrente ganhou 7 episódios em Glee.

     O concorrente ficou em 2º lugar.

     O concorrente foi o vencedor do trabalho de casa.

     O concorrente correu risco de eliminação.

     O concorrente foi eliminado.

     O concorrente venceu o trabalho de casa, mas foi eliminado.

     O concorrente desistiu da competição.

     O concorrente foi o vencedor do trabalho de casa, mas correu risco de eliminação.